# Andrey Galabinov
Andrey Galabinov (Sofía, 27 de noviembre de 1988) es un futbolista búlgaro que juega de delantero. Es internacional con la selección de fútbol de Bulgaria.

## Trayectoria
Tras jugar en el P. D. Castellarano, en el Giulianova Calcio y en el Giacomense, cedido por el Bologna F. C., y en el F.C. Lumezzane, Galabinov, debutó como profesional con el Livorno Calcio, en un partido de la Serie B, el 7 de febrero de 2011.
Durante su etapa en el Livorno acumuló cuatro cesiones, en el Sorrento, el Bassano Virtus, el A. S. Gubbio y el U. S. Avellino.

### Novara
En 2015 fichó por el Novara Calcio, con el que hizo 25 goles en 73 partidos en la Serie B, donde comenzó a repuntar su carrera.

### Genoa
En 2017 fichó por el Genoa F. C., marcando su primer gol en la competición el 26 de agosto de 2017, en la derrota de su equipo por 2-4 frente a la Juventus de Turín.

### Spezia
Tras no contar con demasiados minutos en el Genoa, fichó por el Spezia Calcio en 2018, estando el club en la Serie B.
En la temporada 2019-20 consigue el ascenso a la Serie A, por primera vez en la historia del Spezia.
El 27 de septiembre de 2020 marcó el primer gol de la historia del Spezia en la Serie A, en la derrota de su equipo por 1-4 frente al U. S. Sassuolo Calcio, y tan sólo tres días después hizo un doblete que le valió a su equipo para vencer al Udinese Calcio, lo que supuso la primera victoria (0-2) del Spezia en la Serie A.

## Selección nacional
Galabinov es internacional con la selección de fútbol de Bulgaria, con la que debutó el 5 de marzo de 2014, en un amistoso frente a la selección de fútbol de Bielorrusia.
Su primer gol con la selección lo hizo el 23 de mayo de 2014, en un amistoso frente a la selección de fútbol de Canadá.

### Goles internacionales
| N.º | Fecha                   | Estadio                                        | Rival  | Gol | Resultado | Competición                         |
| --- | ----------------------- | ---------------------------------------------- | ------ | --- | --------- | ----------------------------------- |
| 1   | 23 de mayo de 2014      | Sonnensee-Stadion, Ritzing, Austria            | Canadá | 1-0 | 1-1       | Amistoso                            |
| 2   | 16 de noviembre de 2014 | Estadio Nacional Vasil Levski, Sofía, Bulgaria | Malta  | 1-0 | 1-1       | Clasificación para la Eurocopa 2016 |

## Clubes
| Club                       | País   | Año       |
| -------------------------- | ------ | --------- |
| P. D. Castellarano         | Italia | 2006-2007 |
| Bologna F. C.              | Italia | 2007-2009 |
| Giulianova Calcio (cedido) | Italia | 2008      |
| Giacomense (cedido)        | Italia | 2009      |
| F. C. Lumezzane            | Italia | 2009-2010 |
| A. S. Livorno Calcio       | Italia | 2011-2015 |
| Sorrento (cedido)          | Italia | 2011      |
| Virtus Bassano (cedido)    | Italia | 2012      |
| A. S. Gubbio (cedido)      | Italia | 2012-2013 |
| U. S. Avellino (cedido)    | Italia | 2013-2014 |
| Novara Calcio              | Italia | 2015-2017 |
| Genoa C. F. C.             | Italia | 2017-2018 |
| Spezia Calcio              | Italia | 2018-2021 |
| Reggina 1914               | Italia | 2021-2023 |
| F. C. Lumezzane            | Italia | 2024      |